# Saint-Sylvestre (Haute-Savoie)
Pour les articles homonymes, voir Saint-Sylvestre.
Saint-Sylvestre est une commune française située dans le département de la Haute-Savoie, en région Auvergne-Rhône-Alpes. Elle fait partie du pays de l'Albanais et de l'agglomération du Grand Annecy.

## Géographie

### Situation

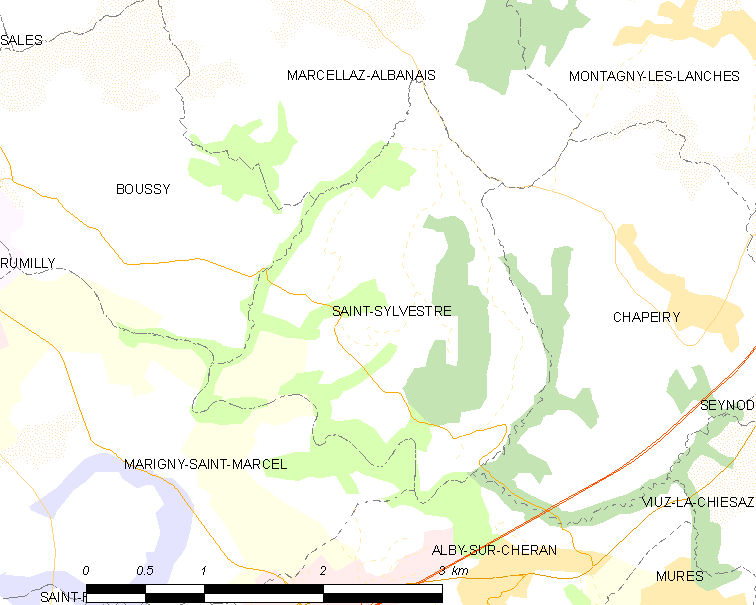
Saint-Sylvestre et les communes voisines.

La commune est située sur la rive droite du Chéran, à 8 km au sud-est de Rumilly et à 3 km au nord d'Alby-sur-Chéran.

### Communes limitrophes
|  |

## Urbanisme

### Typologie
Au 1er janvier 2024, Saint-Sylvestre est catégorisée commune rurale à habitat dispersé, selon la nouvelle grille communale de densité à sept niveaux définie par l'Insee en 2022.
Elle est située hors unité urbaine. Par ailleurs la commune fait partie de l'aire d'attraction d'Annecy, dont elle est une commune de la couronne,. Cette aire, qui regroupe 79 communes, est catégorisée dans les aires de 200 000 à moins de 700 000 habitants,.

### Occupation des sols
L'occupation des sols de la commune, telle qu'elle ressort de la base de données européenne d’occupation biophysique des sols Corine Land Cover (CLC), est marquée par l'importance des territoires agricoles (68,8 % en 2018), en diminution par rapport à 1990 (77,5 %). La répartition détaillée en 2018 est la suivante : 
zones agricoles hétérogènes (39,5 %), forêts (31,2 %), prairies (23,9 %), terres arables (5,4 %).
L'IGN met par ailleurs à disposition un outil en ligne permettant de comparer l’évolution dans le temps de l’occupation des sols de la commune (ou de territoires à des échelles différentes). Plusieurs époques sont accessibles sous forme de cartes ou photos aériennes : la carte de Cassini (XVIIIe siècle), la carte d'état-major (1820-1866) et la période actuelle (1950 à aujourd'hui).

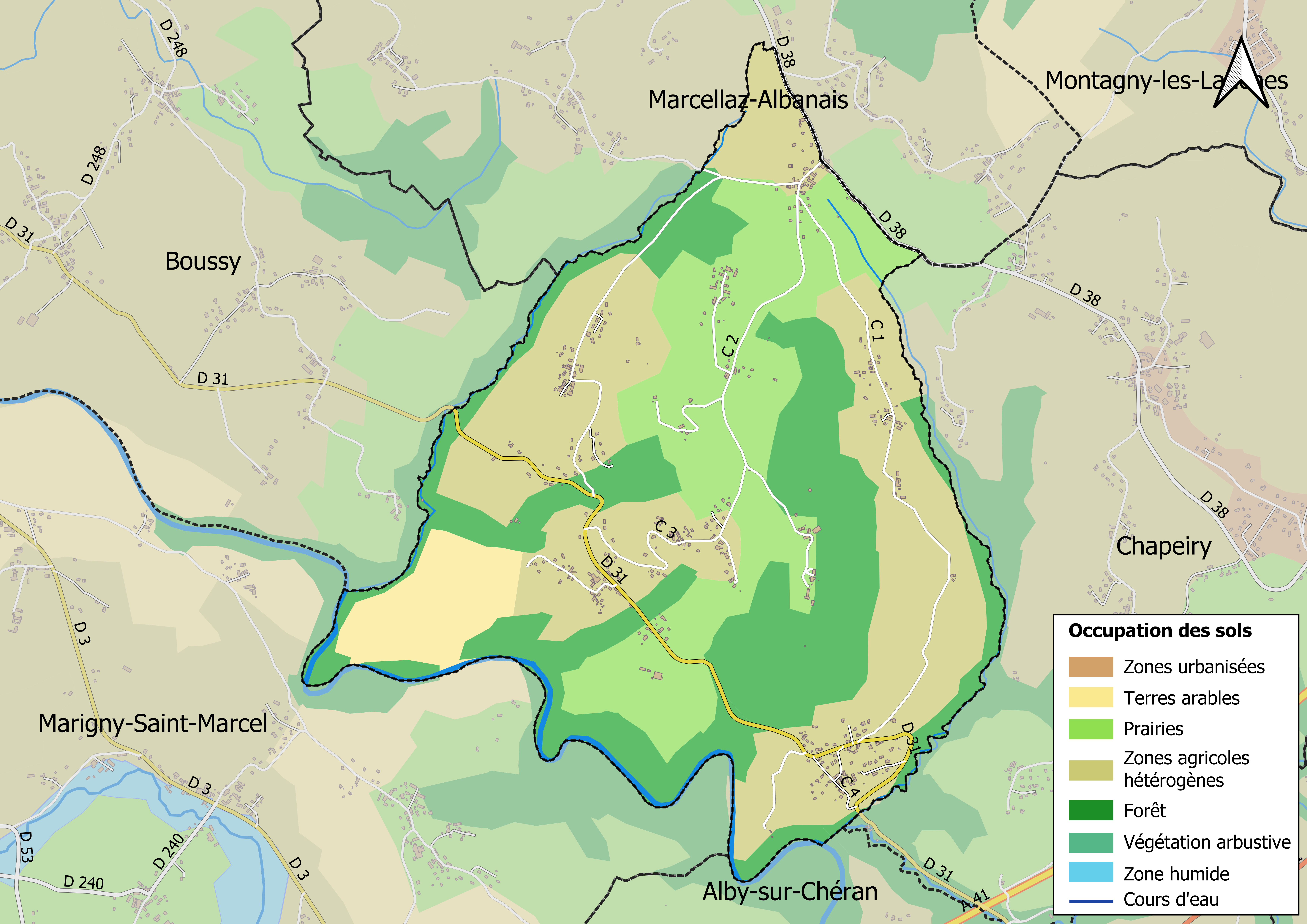
Carte des infrastructures et de l'occupation des sols en 2018 (CLC) de la commune.
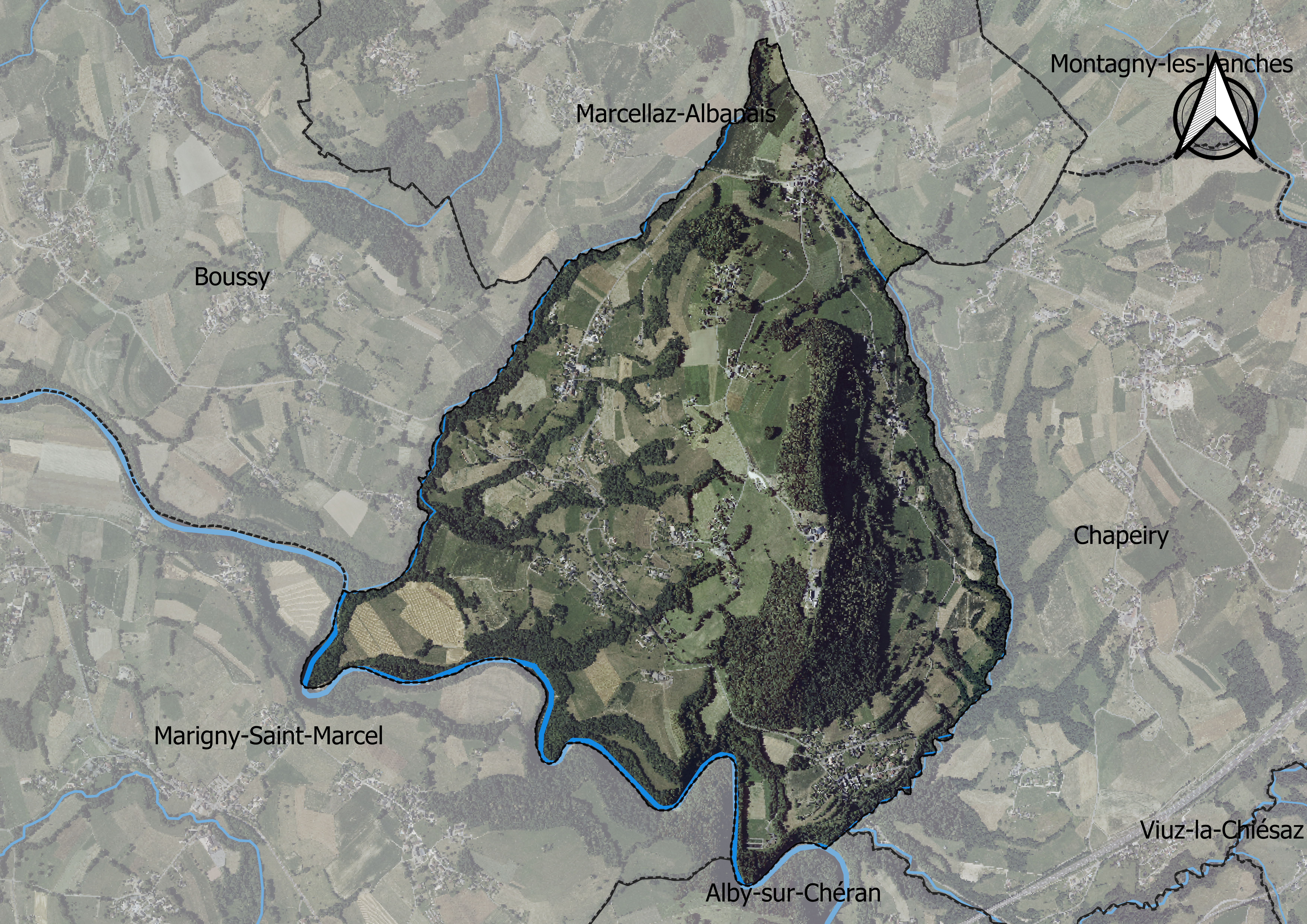
Carte orthophotogrammétrique de la commune.

## Toponymie
La commune se dit, en francoprovençal, San-Savétro (graphie de Conflans) ou Sant-Savétro (ORB).

## Politique et administration

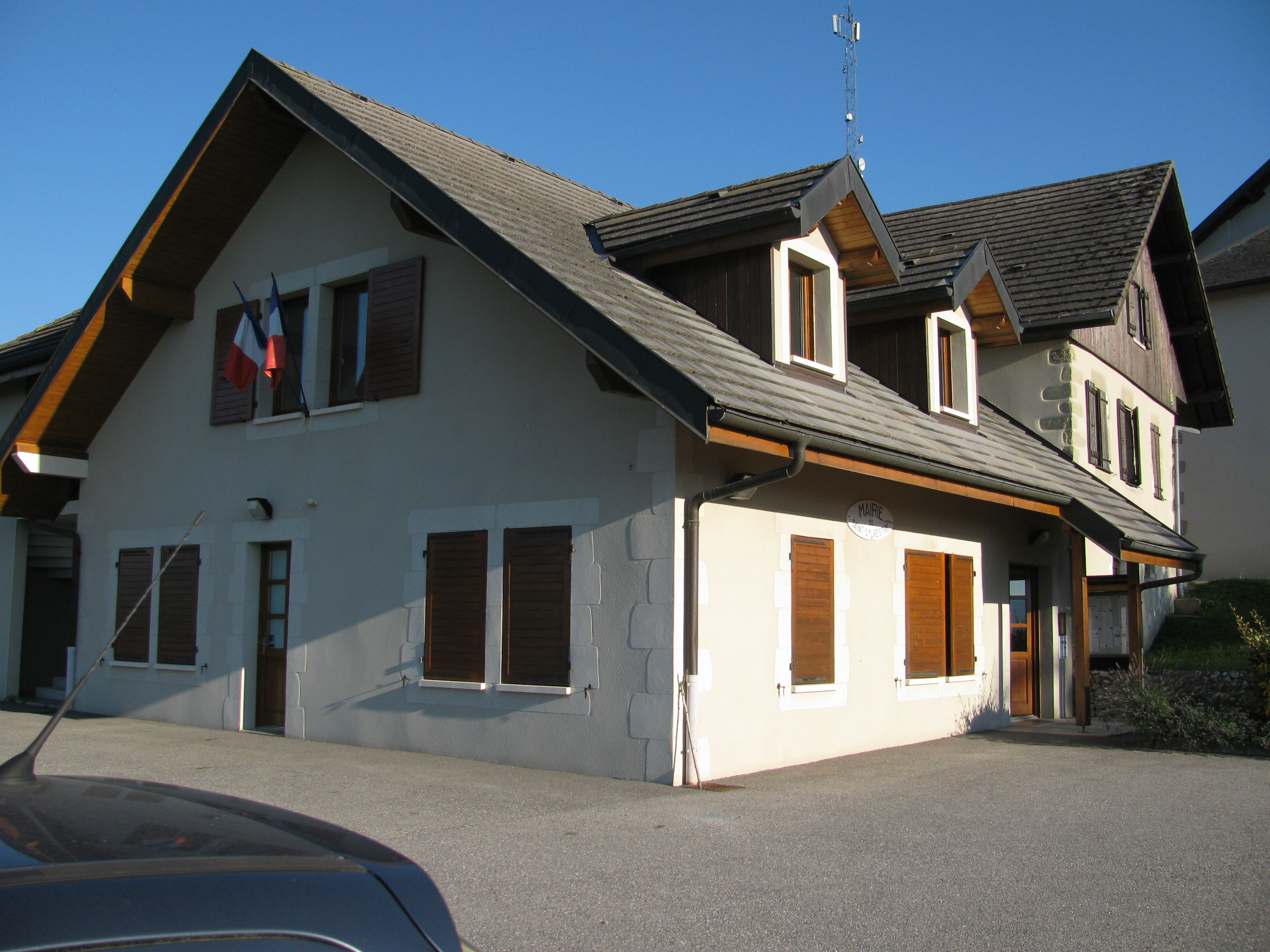
La mairie de Saint-Sylvestre.

### Situation administrative
Saint-Sylvestre appartient au canton de Rumilly, qui compte selon le redécoupage cantonal de 2014 29 communes. Avant ce redécoupage, la commune appartenait au canton d'Alby-sur-Chéran, dont Alby-sur-Chéran était le chef-lieu.
La commune appartient depuis le 1er janvier 2017 au Grand Annecy qui remplace la communauté de communes du Pays d'Alby-sur-Chéran, créée en 1993 et qui fait suite à différents syndicats communaux (Syndicat Intercommunal pour le Développement Economique du Canton d'Alby, Syndicat Intercommunal pour l'Equipement Scolaire du Canton d'Alby, Syndicat Intercommunal pour le Ramassage des Elèves du Canton d'Alby). On retrouve ainsi les onze communes de l'ancien canton d'Alby-sur-Chéran.
Saint-Sylvestre relève de l'arrondissement d'Annecy et de la deuxième circonscription de la Haute-Savoie.

### Liste des maires
| Période                                  | Période                      | Identité               | Étiquette | Qualité |
| ---------------------------------------- | ---------------------------- | ---------------------- | --------- | ------- |
| 1861                                     | 1867                         | Claude Germain         |           |         |
| 1868                                     | 1870                         | Jacques Excoffier      |           |         |
| 1870                                     | 1876                         | Victor Velland         |           |         |
| 1876                                     | 1893                         | François Marie Dérippe |           |         |
| 1893                                     | 1896                         | Claude Montmasson      |           |         |
| 1896                                     | 1912                         | Claude Victor Chapuis  |           |         |
| 1912                                     | ....                         | Bernard Montmasson     |           |         |
| 2001                                     | 2014                         | Henri Excoffier        |           |         |
| 2014                                     | 2020                         | Pierre Froelig         |           |         |
| septembre 2020                           | En cours (au septembre 2020) | Christel Casset        |           |         |
| Les données manquantes sont à compléter. |                              |                        |           |         |

La commune était la seule du département « sans candidats aux Municipales » lors du second tour des élections municipales de 2020. Faute de maire, la commune n'était pas représentée lors de l'élection du représentant du Grand Annecy au mois de juillet.

### Politique environnementale
Le territoire de la commune accueille une station d'épuration, installée au lieu-dit la Plaine.

## Population et société
Ses habitants se nomment les Saint-Sylvestrins.
La population est répartie en une dizaine de hameaux de tailles variées, le chef-lieu perché au sommet le plus haut de la commune, le Crêt visible de tout la région, ne comporte que 3 bâtiments : la mairie, l'école et l'église. En 2021, 25% de la population est composée de retraités et il n'existe aucun commerce sur le territoire de la commune.

### Démographie
L'évolution du nombre d'habitants est connue à travers les recensements de la population effectués dans la commune depuis 1793. Pour les communes de moins de 10 000 habitants, une enquête de recensement portant sur toute la population est réalisée tous les cinq ans, les populations de référence des années intermédiaires étant quant à elles estimées par interpolation ou extrapolation. Pour la commune, le premier recensement exhaustif entrant dans le cadre du nouveau dispositif a été réalisé en 2007.

En 2022, la commune comptait 598 habitants, en évolution de −0,66 % par rapport à 2016 (Haute-Savoie : +6,01 %, France hors Mayotte : +2,11 %).
| 1793 | 1800 | 1806 | 1822 | 1838 | 1848 | 1858 | 1861 | 1866 |
| ---- | ---- | ---- | ---- | ---- | ---- | ---- | ---- | ---- |
| 365  | 316  | 348  | 429  | 555  | 587  | 610  | 606  | 632  |

| 1872 | 1876 | 1881 | 1886 | 1891 | 1896 | 1901 | 1906 | 1911 |
| ---- | ---- | ---- | ---- | ---- | ---- | ---- | ---- | ---- |
| 640  | 633  | 649  | 632  | 654  | 634  | 560  | 488  | 465  |

| 1921 | 1926 | 1931 | 1936 | 1946 | 1954 | 1962 | 1968 | 1975 |
| ---- | ---- | ---- | ---- | ---- | ---- | ---- | ---- | ---- |
| 415  | 380  | 368  | 371  | 358  | 335  | 325  | 315  | 321  |

| 1982 | 1990 | 1999 | 2006 | 2007 | 2012 | 2017 | 2022 | - |
| ---- | ---- | ---- | ---- | ---- | ---- | ---- | ---- | - |
| 340  | 378  | 511  | 580  | 590  | 598  | 607  | 598  | - |

### Manifestations culturelles et festivités
- Fête du Pain, organisée chaque été par le Comité d'Animation de Saint-Sylvestre, au four communal du hameau de Vouchy.

## Culture et patrimoine

### Lieux et monuments

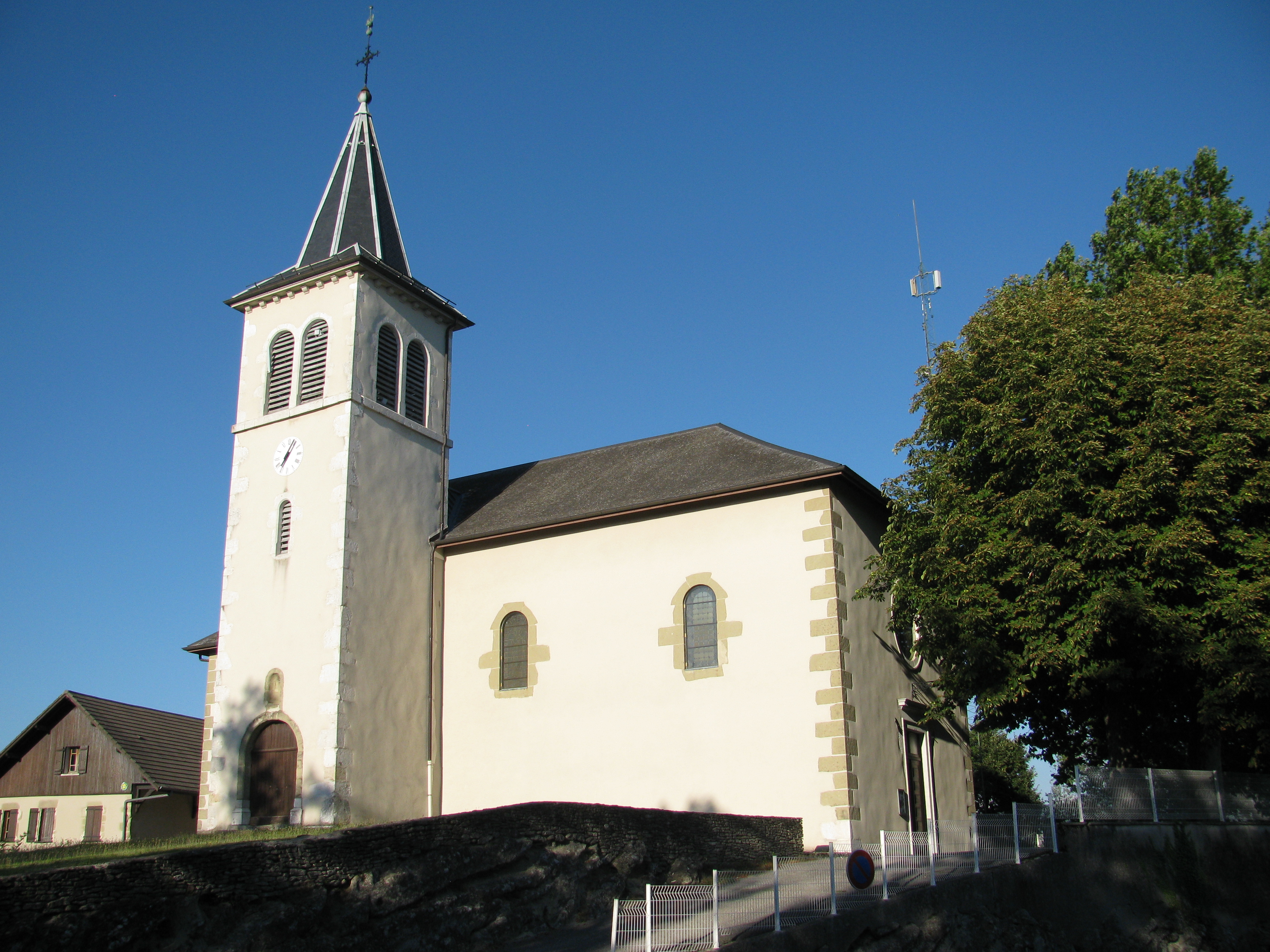
L'église de Saint-Sylvestre.

- Église Saint-Sylvestre néo-classique de 1854 avec un clocher de 1718 remanié en 1876. Elle abrite une cloche de 1624, classée monument historique en 1943[17]. L'église comporte une pierre gravée, fragment d'un monument d'origine inconnue. Celle-ci se trouve à la base du mur extérieur du clocher. On peut y reconnaître le mot latin FILIAE (filles).
- Château de Songy : ancienne demeure des seigneurs de Songy, puis des L'Alée.
- Ancien couvent des Barnabites.
- Les failles de Saint-Sylvestre, formées de diaclases profondes issues du délitement de molasse. Curiosité géologique, elles sont l'objet de deux chemins de randonnées[18].
- Le four du hameau de Vouchy, vieux d'un moins 400 ans, apparaît sur la "Mappe sarde" de 1732. Rénové périodiquement, chaque année le feu y est ravivé pour la fête du pain[12]

### Personnalités liées à la commune
- Le père Michel Montmasson (1640-1688), né au hameau de Vouchy, missionnaire lazariste à Madagascar.
- François-Marie de l'Allée de Songy, dernier baron de Songy (1737-1797)[19].
- André Grosjean, natif, maire de la ville d'Aix-les-Bains (1969 à 1985 puis de 1995 à 2001), industriel et ancien résistant.